# Liste des dirigeants actuels des districts du Brunei
 (août 2023).
Cette page dresse la liste des dirigeants des quatre districts du Brunei.

## Chefs des districts
| District     | Nom                           | Depuis (le) |
| ------------ | ----------------------------- | ----------- |
| Belait       | Haji Matusin Haji Tuba        | Mai 2010    |
| Brunei-Muara | Awang Haji Jamain bin Momin   | .../2011    |
| Temburong    | Awang Haji Haris bin Othman   | .../2011    |
| Tutong       | Awang Haji Idris bin Haji Ali | .../2009    |

## Lien(s) externe(s)
- « Belait District Officer holds meeting with Kg Pandan « B » MPK »